# Arlindo Vieira
Arlindo Vieira (Capão Bonito, 19 de julho de 1897 - São Domingos, 4 de agosto de 1963) foi um padre jesuíta, missionário, educador, escritor e jornalista brasileiro.

## Biografia
Arlindo nasceu em Capão Bonito, 1897, filho do Major Pedro Augusto Vieira e Dona Francisca Vieira.
Tornou-se padre aos 23 anos e trabalhou um ano na paróquia de Avaré. Algum tempo depois, decidiu entrar para Companhia de Jesus, fazendo seu noviciado em Nova Friburgo. Em seguida, estudou em Roma na Universidade Gregoriana. Em 20 de junho de 1933, Vieira participou das comemorações dos 400 anos do nascimento do Padre Anchieta.
Voltando ao Brasil, Arlindo trabalhou com educação, onde foi reitor no Colégio Santo Inácio. Ele foi importante na discussão sobre o Serviço de Assistência ao Menor (SAM) e na elaboração de políticas de educação do país, principalmente sobre matemática. Ele colaborou para as rádios da Gazeta de São Paulo, Emissora de Julho, Record e Rádio Excelsior. Também escreveu diversos livros, como O Ensino das Humanidades (Livraria Jacinto, 1936), Que Pensar Sobre os Protestantes de Hoje? (1960) e Em Busca do Infinito (Editora Brigueit & Cia, 1961).
Em seguida, dedicou-se a pregação. Foi popular em São Paulo e Rio de Janeiro, mas principalmente em cidades de Minas Gerais. Em 1943, ele passou a celebrar missas na Paróquia de São Domingos de Gusmão, em São Domingos, cargo que exerceu por mais de 20 anos. Ele foi muito popular na cidade, morrendo em 4 de agosto de 1963, no dia da Festa de São Domingos.

## Opiniões

### Educação
Arlindo foi um crítico do ensino da matemática na Reforma Francisco Campos, criada pelo Ministro de Educação e Saúde Francisco Campos durante o Governo Provisório de Getúlio Vargas em 1930. A principal mudança era que o curso secundário, antes responsável para preparar o aluno para a faculdade, passou a ter sete anos de duração, onde cinco são para o ensino fundamental e dois para o preparo ao ensino superior. No ensino da matemática, a reforma usou como base as aulas ministradas por Euclides Roxo no Colégio Pedro II desde 1929. Ele implementou as ideias de Felix Klein, da Alemanha, onde fundiu aritmética, álgebra, geometria e trigonometria em uma matéria e reestruturou o currículo em torno da função e a introdução de cálculo diferencial e integral no secundário. A reforma foi aplicada de maneira autoritária, através de decreto.
Os embates na matemática fizeram parte de uma reforma maior, onde os católicos basearam seu modelo na Reforma Gentile, que Benito Mussolini aplicou na Itália. No fim, uma mistura das duas foi aplicada pelo Governo, que perdurou até a chegada da matemática moderna, na década de 60. Na época, Arlindo era muito influente no Ministério e fazia lobby pelo monopólio do mercado editorial de livros didáticos pela Igreja Católica, havendo assim expectativa de alinhamento político entre Francisco Campos e suas ideias. Ele havia barrado o avanço do ensino laico em Minas Gerais, com sua defesa a educação sendo similar a encíclica do Papa Pio XI, Divinni Illius Magistri, que condena o naturalismo pedagógico.
As ideias de Euclides Roxo vinham de um tipo de ensino chamado Escola Nova, ligado ao ensino público, que era muito criticada pelos apoiadores do ensino católico tradicional, ligado ao ensino privado. Arlindo publicou livros sobre o assunto e entre 1935 e 1936, como O Problema do Ensino Secundário e Os Ensinos das Humanidades. Ele também escreveu suas críticas para o Jornal do Comércio. Ele não pronunciou-se contra a fusão das matérias, mas criticou a substituição do ensino clássico, como o grego, latim e filosofia, pelo científico, que chamou de "enciclopédico" e utilitário. Arlido valia-se de ataques e ofensas, dizendo que o ensino de Roxo era "de jardineiros" e "de tribos africanas". Também criticou o método de ensino dos "círculos concêntricos", onde a dificuldade do assunto estudado aumenta conforme o aluno acumula aprendizado. Arlindo argumentava que o método era dispensável, pois se o aluno assimilasse um conceito, conseguiria aplicá-lo em qualquer nível. Entre 1932 e 1936, o novo Ministro Gustavo Capanema recebeu diversos estudos para a criação de outra reforma, que ficaria conhecida como Reforma Gustavo Capanema. Entre os estudos, ele analisou as ideias de Arlindo, que fez um estudo comparativo entre os programas de ensino do Brasil com os de Portugal, França, Bélgica e Itália. O padre continuou criticando o programa de ensino até que em 11 de junho de 1942 parte das decisões de Euclides Roxo foram revistas, como o ensino de funções desde as séries iniciais.

### Protestantismo
A partir de 1954, quando a Assembléia de Deus chegou ao município de Campanha, Vieira escreveu artigos para o jornal Voz Dicesana afirmando que o avanço do protestantismo e pentecostalismo no Brasil estava associado ao comunismo. Contraditoriamente, ele também afirmou que os movimentos teriam chegado através da política de boa vizinhança dos Estados Unidos como uma forma de atentar contra a Igreja Católica.

### Histórias em quadrinhos
Nos anos 30, surgiram revistas de histórias em quadrinhos como O Tico-Tico e Suplemento Infantil, que trouxeram para o Brasil Histórias de personagens americanos como Buck Rogers e Tarzan. As revistas foram um sucesso de vendas, o que preocupou educadores no país. Vieira escandalizou-se, afirmando que as histórias tinham “teor imoral e caráter ‘desnacionalizante’ para seus pequenos leitores”, e tinham a audácia de estampar “personagens  femininas  com  roupas  indecorosas,  que incentivavam a molecada a se dedicar ao ‘sexo solitário’”. Ele também argumentava que o vício em quadrinhos prejudicaria os estudos. Vieira posicionou-se contra os quadrinhos em jornais por dois anos, porém, Adolfo Aizen, responsável pela criação das revistas, era próximo do governo Vargas e contribuía para o Departamento de Imprensa e Propaganda (DIP). O DIP fez uma contracampanha na Voz do Brasil, elogiando o Suplemento Infantil. Assim, ele conseguiu silenciar o padre. Pouco tempo depois, o Brasil passou por uma onda antiquadrinhos.

## Homenagens
A igreja onde morreu foi renomeada de Santuário de São Domingos de Gusmão, onde é possível visitar o túmulo de Arlindo.
Dez anos após sua morte, fiéis começaram a relatar milagres que teriam ocorrido no altar onde morreu e iniciaram um processo de peregrinação, o tratando na prática como um santo. Foi iniciado um processo de beatificação em Roma, que em 2024 ainda estava em andamento. A paróquia onde está enterrado mantém uma "sala de milagres" atribuídos a Arlindo.
Todos os anos, no primeiro domingo de agosto, Diogo de Vasconcelos (atual nome de São Domingos) comemora a Festa de São Domingos e Padre Arlindo.
Mariana e outros municípios na região tiveram uma explosão de pessoas chamadas "Arlindo" ou "Arlinda" após sua morte.

São Paulo possui uma avenida com o seu nome, a Avenida Padre Arlindo Vieira.